# Бугимен (рестлер)
Мартин Райт (англ. Martin Wright, род. 15 июля 1964, Финикс) — американский рестлер, ранее выступавший в World Wrestling Entertainment под именем Бугимен (англ. The Boogeyman).

## Карьера в рестлинге

### World Wrestling Entertainment (2004—2009)

#### Tough Enough и Ohio Valley Wrestling (2004—2005)
Райт впервые попал в мир рестлинга, приняв участие в четвёртом сезоне реалити-телевизионного конкурса Tough Enough производства World Wrestling Entertainment (WWE). 15 октября 2004 года он принял участие в двухдневном мероприятии в Венис-Бич, Калифорния, где был выбран в числе восьми финалистов. Выдержав первый день отбора, он признался, что на самом деле ему 40 лет — на пять лет больше, чем положено по условиям конкурса, а не 30, как он утверждал. В результате он был снят с конкурса.
Несмотря на то, что он был вычеркнут из Tough Enough, представители WWE пригласили его прийти в их подготовительную территорию Ohio Valley Wrestling (OVW) для возможного обучения. Он тренировался с января по июнь 2005 года и дебютировал в OVW 25 июня 2005 года.

## Титулы и достижения
- - Alabama Wrestling Federation
    - Командный чемпион AWF (1 раз) — с Бобби Лэшли[2]

  - Pro Wrestling Illustrated
    - Новичок года (2006)[3]
    - № 114 в топ 500 рестлеров в рейтинге PWI 500 в 2007[4]